# デビッド・オリバー
デビッド・オリバー（David Oliver、1982年4月24日 - ）は、アメリカ合衆国の陸上競技選手。2008年北京オリンピックの銅メダリストである。

## 経歴
オリバーは、110mハードルを専門とする選手である。2006年にIAAFゴールデンリーグのベルリン大会で勝利し頭角を現すと、2007年には全米室内の60mハードルで2位、全米選手権で3位となり、大阪の世界陸上にコマを進める。しかし、大阪では準決勝敗退に終わった。
2008年はさらに力をつけ、全米室内60mハードルで優勝。5月にはカタールのドーハで12秒95の自己ベストを達成。そして、7月にはオリンピック選考をかねた全米選手権でも12秒95（追風参考）でアメリカの1位でオリンピック出場を決めた。なお、このとき準決勝でも追風3.2mの中12秒89を記録している。
北京では、優勝候補の中国の劉翔がリタイアし、金メダルの可能性も高まったが、13秒18で3位となり銅メダル獲得にとどまった。

## 自己ベスト
- 110mハードル - 12秒89（2010年7月16日、世界歴代4位）

## 主な実績
| 年   | 大会                               | 場所                       | 種目         | 結果      | 記録   |
| ---- | ---------------------------------- | -------------------------- | ------------ | --------- | ------ |
| 2006 | IAAFワールドアスレチックファイナル | シュトゥットガルト(ドイツ) | 110mハードル | 5位       | 13秒24 |
| 2007 | 世界陸上選手権                     | 大阪(日本)                 | 110mハードル | 4位（sf） | 13秒42 |
| 2008 | 世界室内選手権                     | バレンシア(スペイン)       | 60mハードル  | 4位（sf） | 7秒65  |
| 2008 | オリンピック                       | 北京(中国)                 | 110mハードル | 3位       | 13秒18 |
| 2008 | IAAFワールドアスレチックファイナル | シュトゥットガルト(ドイツ) | 110mハードル | 1位       | 13秒22 |
| 2010 | 世界室内選手権                     | ドーハ(カタール)           | 60mハードル  | 3位       | 7秒44  |
| 2011 | 世界陸上選手権                     | 大邱（韓国）               | 110mハードル | 4位       | 13秒44 |
| 2013 | 世界陸上選手権                     | モスクワ（ロシア）         | 110mハードル | 1位       | 13秒00 |
| 2015 | 世界陸上選手権                     | 北京（中国）               | 110mハードル | 7位       | 13秒33 |

- sfは準決勝